# Tabanus biswasi
Tabanus biswasi är en tvåvingeart som beskrevs av Datta 1980. Tabanus biswasi ingår i släktet Tabanus och familjen bromsar. Inga underarter finns listade i Catalogue of Life.